# 벨제부브관코박쥐
벨제부브관코박쥐(Murina beelzebub)는 애기박쥐과에 속하는 박쥐의 일종이다. 베트남의 토착종이다.

## 어원
벨제부브관코박쥐의 털 색이 검고, 자연 상태에서 관찰되는 습성이 공격적이며 거의 식충성 동물이기 때문에 성경 속의 등장 인물 ‘파리의 왕’, 베엘제붑(바알 즈붑 또는 벨제부브)의 이름에서 학명과 통용명이 유래했다.

## 특징
작은 크기의 박쥐로 머리부터 몸까지 몸길이는 40~495mm이고, 전완장은 33.7~37.3mm이다. 꼬리 길이는 33~44.8mm, 발 길이는 5.5~8mm, 귀 길이는 13.2~14.2mm이다. 몸무게는 최대 5.5g이다.

## 같이 보기
- 스쿨리관코박쥐